# Tour of Scandinavia 2023
Tour of Scandinavia 2023 var den 2. udgave af det skandinaviske etapeløb Tour of Scandinavia - Battle of the North. Det blev afviklet over fem etaper fra 23. til 27. august 2023. Der var start i norske Mysen, og sidste etape sluttede i Haderslev. Løbet var en del af UCI Women's World Tour 2023. 
Løbet var planlagt til at indeholde seks etaper, hvor 2. etape skulle køres i Sverige. Men på grund af økonomiske årsager og usikkerhed om at skabe et tilstrækkeligt indkomstgrundlag i Sverige, valgte arrangørerne at aflyse denne. Derfor rykkede man løbets startdato én dag frem.
Løbets samlede vinder blev hollandske Annemiek van Vleuten fra Movistar Team, 2 sekunder foran danske Cecilie Uttrup Ludwig (FDJ-Suez). Hollandske Amber Kraak (Team Jumbo-Visma) tog den sidste plads på podiet.

## Etaperne
| Etape    | Dato     | Start – Mål            | type          | Afstand (km) | Etapevinder           | Førende rytter        |
| -------- | -------- | ---------------------- | ------------- | ------------ | --------------------- | --------------------- |
| 1. etape | 23. aug. | Mysen – Halden         | flad etape    | 124,6        | Lorena Wiebes         | Lorena Wiebes         |
| 2. etape | 24. aug. | Vikersund – Norefjell  | bjergetape    | 150,5        | Cecilie Uttrup Ludwig | Cecilie Uttrup Ludwig |
| 3. etape | 25. aug. | Kongsberg – Larvik     | kuperet etape | 134,9        | Lorena Wiebes         | Cecilie Uttrup Ludwig |
| 4. etape | 26. aug. | Herning – Herning      | enkeltstart   | 16,5         | Grace Brown           | Annemiek van Vleuten  |
| 5. etape | 27. aug. | Middelfart – Haderslev | flad etape    | 143,9        | Cecilie Uttrup Ludwig | Annemiek van Vleuten  |

### 1. etape
| Mysen - Halden | flad etape | (124,6 km) |

| \| Etaperesultat \| Etaperesultat \| Etaperesultat \| Etaperesultat \| Etaperesultat \| \| Rytter \| Rytter \| Hold \| Tid \| \| \| ------------- \| ------------------------ \| ------------------ \| ------------- \| ------------- \| \| 1. \| Lorena Wiebes \| SD Worx \| 3t 19' 18" \| \| \| 2. \| Elisa Balsamo \| Lidl-Trek \| + 0" \| \| \| 3. \| Cecilie Uttrup Ludwig \| FDJ-Suez \| + 0" \| \| \| 4. \| Soraya Paladin \| Canyon-SRAM Racing \| + 0" \| \| \| 5. \| Megan Jastrab \| Team dsm-firmenich \| + 0" \| \| \| 6. \| Ingvild Gåskjenn \| Team Jayco AlUla \| + 0" \| \| \| 7. \| Marta Jaskulska \| Liv Racing TeqFind \| + 0" \| \| \| 8. \| Agnieszka Skalniak-Sójka \| Canyon-SRAM Racing \| + 0" \| \| \| 9. \| Elise Chabbey \| Canyon-SRAM Racing \| + 0" \| \| \| 10. \| Greta Marturano \| Fenix-Deceuninck \| + 0" \| \| |                          |                    |            |
| |                          |                    |            |
| Kilde: ProCyclingStats |                          |                    |            |
| Etaperesultat |                          |                    |            |
| Rytter | Rytter                   | Hold               | Tid        |
| 1. | Lorena Wiebes            | SD Worx            | 3t 19' 18" |
| 2. | Elisa Balsamo            | Lidl-Trek          | + 0"       |
| 3. | Cecilie Uttrup Ludwig    | FDJ-Suez           | + 0"       |
| 4. | Soraya Paladin           | Canyon-SRAM Racing | + 0"       |
| 5. | Megan Jastrab            | Team dsm-firmenich | + 0"       |
| 6. | Ingvild Gåskjenn         | Team Jayco AlUla   | + 0"       |
| 7. | Marta Jaskulska          | Liv Racing TeqFind | + 0"       |
| 8. | Agnieszka Skalniak-Sójka | Canyon-SRAM Racing | + 0"       |
| 9. | Elise Chabbey            | Canyon-SRAM Racing | + 0"       |
| 10. | Greta Marturano          | Fenix-Deceuninck   | + 0"       |

| \| Samlede stilling \| Samlede stilling \| Samlede stilling \| Samlede stilling \| Samlede stilling \| \| Rytter \| Rytter \| Hold \| Tid \| \| \| ---------------- \| ------------------------ \| ------------------ \| ---------------- \| ---------------- \| \| 1. \| Lorena Wiebes \| SD Worx \| 3t 19' 08" \| \| \| 2. \| Elisa Balsamo \| Lidl-Trek \| + 4" \| \| \| 3. \| Cecilie Uttrup Ludwig \| FDJ-Suez \| + 6" \| \| \| 4. \| Soraya Paladin \| Canyon-SRAM Racing \| + 10" \| \| \| 5. \| Megan Jastrab \| Team dsm-firmenich \| + 10" \| \| \| 6. \| Ingvild Gåskjenn \| Team Jayco AlUla \| + 10" \| \| \| 7. \| Marta Jaskulska \| Liv Racing TeqFind \| + 10" \| \| \| 8. \| Agnieszka Skalniak-Sójka \| Canyon-SRAM Racing \| + 10" \| \| \| 9. \| Elise Chabbey \| Canyon-SRAM Racing \| + 10" \| \| \| 10. \| Greta Marturano \| Fenix-Deceuninck \| + 10" \| \| |                          |                    |            |
| |                          |                    |            |
| Kilde: ProCyclingStats |                          |                    |            |
| Samlede stilling |                          |                    |            |
| Rytter | Rytter                   | Hold               | Tid        |
| 1. | Lorena Wiebes            | SD Worx            | 3t 19' 08" |
| 2. | Elisa Balsamo            | Lidl-Trek          | + 4"       |
| 3. | Cecilie Uttrup Ludwig    | FDJ-Suez           | + 6"       |
| 4. | Soraya Paladin           | Canyon-SRAM Racing | + 10"      |
| 5. | Megan Jastrab            | Team dsm-firmenich | + 10"      |
| 6. | Ingvild Gåskjenn         | Team Jayco AlUla   | + 10"      |
| 7. | Marta Jaskulska          | Liv Racing TeqFind | + 10"      |
| 8. | Agnieszka Skalniak-Sójka | Canyon-SRAM Racing | + 10"      |
| 9. | Elise Chabbey            | Canyon-SRAM Racing | + 10"      |
| 10. | Greta Marturano          | Fenix-Deceuninck   | + 10"      |

### 2. etape
| Vikersund - Norefjell | bjergetape | (150,5 km) |

| \| Etaperesultat \| Etaperesultat \| Etaperesultat \| Etaperesultat \| Etaperesultat \| \| Rytter \| Rytter \| Hold \| Tid \| \| \| ------------- \| ---------------------- \| ------------------------------ \| ------------- \| ------------- \| \| 1. \| Cecilie Uttrup Ludwig \| FDJ-Suez \| 3t 50' 28" \| \| \| 2. \| Annemiek van Vleuten \| Movistar Team \| + 0" \| \| \| 3. \| Kim Cadzow \| Team Jumbo-Visma \| + 2" \| \| \| 4. \| Greta Marturano \| Fenix-Deceuninck \| + 3" \| \| \| 5. \| Liane Lippert \| Movistar Team \| + 23" \| \| \| 6. \| Ane Santesteban \| Team Jayco AlUla \| + 31" \| \| \| 7. \| Olivia Baril \| UAE Team ADQ \| + 31" \| \| \| 8. \| Amber Kraak \| Team Jumbo-Visma \| + 31" \| \| \| 9. \| Ashleigh Moolman-Pasio \| AG Insurance-Soudal Quick-Step \| + 31" \| \| \| 10. \| Elise Chabbey \| Canyon-SRAM Racing \| + 31" \| \| |                        |                                |            |
| |                        |                                |            |
| Kilde: ProCyclingStats |                        |                                |            |
| Etaperesultat |                        |                                |            |
| Rytter | Rytter                 | Hold                           | Tid        |
| 1. | Cecilie Uttrup Ludwig  | FDJ-Suez                       | 3t 50' 28" |
| 2. | Annemiek van Vleuten   | Movistar Team                  | + 0"       |
| 3. | Kim Cadzow             | Team Jumbo-Visma               | + 2"       |
| 4. | Greta Marturano        | Fenix-Deceuninck               | + 3"       |
| 5. | Liane Lippert          | Movistar Team                  | + 23"      |
| 6. | Ane Santesteban        | Team Jayco AlUla               | + 31"      |
| 7. | Olivia Baril           | UAE Team ADQ                   | + 31"      |
| 8. | Amber Kraak            | Team Jumbo-Visma               | + 31"      |
| 9. | Ashleigh Moolman-Pasio | AG Insurance-Soudal Quick-Step | + 31"      |
| 10. | Elise Chabbey          | Canyon-SRAM Racing             | + 31"      |

| \| Samlede stilling \| Samlede stilling \| Samlede stilling \| Samlede stilling \| Samlede stilling \| \| Rytter \| Rytter \| Hold \| Tid \| \| \| ---------------- \| ---------------------- \| ------------------------------ \| ---------------- \| ---------------- \| \| 1. \| Cecilie Uttrup Ludwig \| FDJ-Suez \| 7t 09' 32" \| \| \| 2. \| Annemiek van Vleuten \| Movistar Team \| + 8" \| \| \| 3. \| Greta Marturano \| Fenix-Deceuninck \| + 17" \| \| \| 4. \| Liane Lippert \| Movistar Team \| + 37" \| \| \| 5. \| Elise Chabbey \| Canyon-SRAM Racing \| + 45" \| \| \| 6. \| Amber Kraak \| Team Jumbo-Visma \| + 45" \| \| \| 7. \| Ashleigh Moolman-Pasio \| AG Insurance-Soudal Quick-Step \| + 45" \| \| \| 8. \| Yara Kastelijn \| Fenix-Deceuninck \| + 45" \| \| \| 9. \| Olivia Baril \| UAE Team ADQ \| + 45" \| \| \| 10. \| Niamh Fisher-Black \| SD Worx \| + 45" \| \| |                        |                                |            |
| |                        |                                |            |
| Kilde: ProCyclingStats |                        |                                |            |
| Samlede stilling |                        |                                |            |
| Rytter | Rytter                 | Hold                           | Tid        |
| 1. | Cecilie Uttrup Ludwig  | FDJ-Suez                       | 7t 09' 32" |
| 2. | Annemiek van Vleuten   | Movistar Team                  | + 8"       |
| 3. | Greta Marturano        | Fenix-Deceuninck               | + 17"      |
| 4. | Liane Lippert          | Movistar Team                  | + 37"      |
| 5. | Elise Chabbey          | Canyon-SRAM Racing             | + 45"      |
| 6. | Amber Kraak            | Team Jumbo-Visma               | + 45"      |
| 7. | Ashleigh Moolman-Pasio | AG Insurance-Soudal Quick-Step | + 45"      |
| 8. | Yara Kastelijn         | Fenix-Deceuninck               | + 45"      |
| 9. | Olivia Baril           | UAE Team ADQ                   | + 45"      |
| 10. | Niamh Fisher-Black     | SD Worx                        | + 45"      |

### 3. etape
| Kongsberg - Larvik | kuperet etape | (134,9 km) |

| \| Etaperesultat \| Etaperesultat \| Etaperesultat \| Etaperesultat \| Etaperesultat \| \| Rytter \| Rytter \| Hold \| Tid \| \| \| ------------- \| ---------------------- \| ------------------------------ \| ------------- \| ------------- \| \| 1. \| Lorena Wiebes \| SD Worx \| 3t 24' 26" \| \| \| 2. \| Liane Lippert \| Movistar Team \| + 0" \| \| \| 3. \| Cecilie Uttrup Ludwig \| FDJ-Suez \| + 0" \| \| \| 4. \| Amber Kraak \| Team Jumbo-Visma \| + 0" \| \| \| 5. \| Elise Chabbey \| Canyon-SRAM Racing \| + 0" \| \| \| 6. \| Ashleigh Moolman-Pasio \| AG Insurance-Soudal Quick-Step \| + 0" \| \| \| 7. \| Anouska Koster \| Uno-X Pro Cycling Team \| + 0" \| \| \| 8. \| Sofia Bertizzolo \| UAE Team ADQ \| + 0" \| \| \| 9. \| Megan Jastrab \| Team dsm-firmenich \| + 0" \| \| \| 10. \| Greta Marturano \| Fenix-Deceuninck \| + 0" \| \| |                        |                                |            |
| |                        |                                |            |
| Kilde: ProCyclingStats |                        |                                |            |
| Etaperesultat |                        |                                |            |
| Rytter | Rytter                 | Hold                           | Tid        |
| 1. | Lorena Wiebes          | SD Worx                        | 3t 24' 26" |
| 2. | Liane Lippert          | Movistar Team                  | + 0"       |
| 3. | Cecilie Uttrup Ludwig  | FDJ-Suez                       | + 0"       |
| 4. | Amber Kraak            | Team Jumbo-Visma               | + 0"       |
| 5. | Elise Chabbey          | Canyon-SRAM Racing             | + 0"       |
| 6. | Ashleigh Moolman-Pasio | AG Insurance-Soudal Quick-Step | + 0"       |
| 7. | Anouska Koster         | Uno-X Pro Cycling Team         | + 0"       |
| 8. | Sofia Bertizzolo       | UAE Team ADQ                   | + 0"       |
| 9. | Megan Jastrab          | Team dsm-firmenich             | + 0"       |
| 10. | Greta Marturano        | Fenix-Deceuninck               | + 0"       |

| \| Samlede stilling \| Samlede stilling \| Samlede stilling \| Samlede stilling \| Samlede stilling \| \| Rytter \| Rytter \| Hold \| Tid \| \| \| ---------------- \| ---------------------- \| ------------------------------ \| ---------------- \| ---------------- \| \| 1. \| Cecilie Uttrup Ludwig \| FDJ-Suez \| 10t 33' 54" \| \| \| 2. \| Annemiek van Vleuten \| Movistar Team \| + 12" \| \| \| 3. \| Greta Marturano \| Fenix-Deceuninck \| + 21" \| \| \| 4. \| Liane Lippert \| Movistar Team \| + 35" \| \| \| 5. \| Amber Kraak \| Team Jumbo-Visma \| + 49" \| \| \| 6. \| Elise Chabbey \| Canyon-SRAM Racing \| + 49" \| \| \| 7. \| Ashleigh Moolman-Pasio \| AG Insurance-Soudal Quick-Step \| + 49" \| \| \| 8. \| Olivia Baril \| UAE Team ADQ \| + 49" \| \| \| 9. \| Ricarda Bauernfeind \| Canyon-SRAM Racing \| + 49" \| \| \| 10. \| Yara Kastelijn \| Fenix-Deceuninck \| + 54" \| \| |                        |                                |             |
| |                        |                                |             |
| Kilde: ProCyclingStats |                        |                                |             |
| Samlede stilling |                        |                                |             |
| Rytter | Rytter                 | Hold                           | Tid         |
| 1. | Cecilie Uttrup Ludwig  | FDJ-Suez                       | 10t 33' 54" |
| 2. | Annemiek van Vleuten   | Movistar Team                  | + 12"       |
| 3. | Greta Marturano        | Fenix-Deceuninck               | + 21"       |
| 4. | Liane Lippert          | Movistar Team                  | + 35"       |
| 5. | Amber Kraak            | Team Jumbo-Visma               | + 49"       |
| 6. | Elise Chabbey          | Canyon-SRAM Racing             | + 49"       |
| 7. | Ashleigh Moolman-Pasio | AG Insurance-Soudal Quick-Step | + 49"       |
| 8. | Olivia Baril           | UAE Team ADQ                   | + 49"       |
| 9. | Ricarda Bauernfeind    | Canyon-SRAM Racing             | + 49"       |
| 10. | Yara Kastelijn         | Fenix-Deceuninck               | + 54"       |

### 4. etape
| Herning - Herning | enkeltstart | (16,5 km) |

| \| Etaperesultat \| Etaperesultat \| Etaperesultat \| Etaperesultat \| Etaperesultat \| \| Rytter \| Rytter \| Hold \| Tid \| \| \| ------------- \| -------------------- \| ------------------------------ \| ------------- \| ------------- \| \| 1. \| Grace Brown \| FDJ-Suez \| 20' 36" \| \| \| 2. \| Amber Kraak \| Team Jumbo-Visma \| + 19" \| \| \| 3. \| Annemiek van Vleuten \| Movistar Team \| + 23" \| \| \| 4. \| Lauretta Hanson \| Lidl-Trek \| + 31" \| \| \| 5. \| Maaike Boogaard \| AG Insurance-Soudal Quick-Step \| + 39" \| \| \| 6. \| Franziska Koch \| Team dsm-firmenich \| + 39" \| \| \| 7. \| Zoe Bäckstedt \| EF Education-TIBCO-SVB \| + 40" \| \| \| 8. \| Kim Cadzow \| Team Jumbo-Visma \| + 42" \| \| \| 9. \| Audrey Cordon-Ragot \| Human Powered Health \| + 45" \| \| \| 10. \| Brodie Chapman \| Lidl-Trek \| + 46" \| \| |                      |                                |         |
| |                      |                                |         |
| Kilde: ProCyclingStats |                      |                                |         |
| Etaperesultat |                      |                                |         |
| Rytter | Rytter               | Hold                           | Tid     |
| 1. | Grace Brown          | FDJ-Suez                       | 20' 36" |
| 2. | Amber Kraak          | Team Jumbo-Visma               | + 19"   |
| 3. | Annemiek van Vleuten | Movistar Team                  | + 23"   |
| 4. | Lauretta Hanson      | Lidl-Trek                      | + 31"   |
| 5. | Maaike Boogaard      | AG Insurance-Soudal Quick-Step | + 39"   |
| 6. | Franziska Koch       | Team dsm-firmenich             | + 39"   |
| 7. | Zoe Bäckstedt        | EF Education-TIBCO-SVB         | + 40"   |
| 8. | Kim Cadzow           | Team Jumbo-Visma               | + 42"   |
| 9. | Audrey Cordon-Ragot  | Human Powered Health           | + 45"   |
| 10. | Brodie Chapman       | Lidl-Trek                      | + 46"   |

| \| Samlede stilling \| Samlede stilling \| Samlede stilling \| Samlede stilling \| Samlede stilling \| \| Rytter \| Rytter \| Hold \| Tid \| \| \| ---------------- \| --------------------- \| ------------------ \| ---------------- \| ---------------- \| \| 1. \| Annemiek van Vleuten \| Movistar Team \| 10t 55' 05" \| \| \| 2. \| Cecilie Uttrup Ludwig \| FDJ-Suez \| + 17" \| \| \| 3. \| Amber Kraak \| Team Jumbo-Visma \| + 33" \| \| \| 4. \| Liane Lippert \| Movistar Team \| + 51" \| \| \| 5. \| Grace Brown \| FDJ-Suez \| + 54" \| \| \| 6. \| Olivia Baril \| UAE Team ADQ \| + 1' 06" \| \| \| 7. \| Ricarda Bauernfeind \| Canyon-SRAM Racing \| + 1' 16" \| \| \| 8. \| Greta Marturano \| Fenix-Deceuninck \| + 1' 17" \| \| \| 9. \| Alena Ivantjenko \| UAE Team ADQ \| + 1' 18" \| \| \| 10. \| Églantine Rayer \| Team dsm-firmenich \| + 1' 25" \| \| |                       |                    |             |
| |                       |                    |             |
| Kilde: ProCyclingStats |                       |                    |             |
| Samlede stilling |                       |                    |             |
| Rytter | Rytter                | Hold               | Tid         |
| 1. | Annemiek van Vleuten  | Movistar Team      | 10t 55' 05" |
| 2. | Cecilie Uttrup Ludwig | FDJ-Suez           | + 17"       |
| 3. | Amber Kraak           | Team Jumbo-Visma   | + 33"       |
| 4. | Liane Lippert         | Movistar Team      | + 51"       |
| 5. | Grace Brown           | FDJ-Suez           | + 54"       |
| 6. | Olivia Baril          | UAE Team ADQ       | + 1' 06"    |
| 7. | Ricarda Bauernfeind   | Canyon-SRAM Racing | + 1' 16"    |
| 8. | Greta Marturano       | Fenix-Deceuninck   | + 1' 17"    |
| 9. | Alena Ivantjenko      | UAE Team ADQ       | + 1' 18"    |
| 10. | Églantine Rayer       | Team dsm-firmenich | + 1' 25"    |

### 5. etape
| Middelfart - Haderslev | flad etape | (143,9 km) |

| \| Etaperesultat \| Etaperesultat \| Etaperesultat \| Etaperesultat \| Etaperesultat \| \| Rytter \| Rytter \| Hold \| Tid \| \| \| ------------- \| ------------------------- \| -------------------------- \| ------------- \| ------------- \| \| 1. \| Cecilie Uttrup Ludwig \| FDJ-Suez \| 3t 35' 55" \| \| \| 2. \| Lorena Wiebes \| SD Worx \| + 5" \| \| \| 3. \| Elisa Balsamo \| Lidl-Trek \| + 5" \| \| \| 4. \| Tamara Dronova-Balabolina \| Israel-Premier Tech Roland \| + 5" \| \| \| 5. \| Sofia Bertizzolo \| UAE Team ADQ \| + 5" \| \| \| 6. \| Liane Lippert \| Movistar Team \| + 5" \| \| \| 7. \| Letizia Borghesi \| EF Education-TIBCO-SVB \| + 5" \| \| \| 8. \| Yara Kastelijn \| Fenix-Deceuninck \| + 5" \| \| \| 9. \| Églantine Rayer \| Team dsm-firmenich \| + 5" \| \| \| 10. \| Ruby Roseman-Gannon \| Team Jayco AlUla \| + 5" \| \| |                           |                            |            |
| |                           |                            |            |
| Kilde: ProCyclingStats |                           |                            |            |
| Etaperesultat |                           |                            |            |
| Rytter | Rytter                    | Hold                       | Tid        |
| 1. | Cecilie Uttrup Ludwig     | FDJ-Suez                   | 3t 35' 55" |
| 2. | Lorena Wiebes             | SD Worx                    | + 5"       |
| 3. | Elisa Balsamo             | Lidl-Trek                  | + 5"       |
| 4. | Tamara Dronova-Balabolina | Israel-Premier Tech Roland | + 5"       |
| 5. | Sofia Bertizzolo          | UAE Team ADQ               | + 5"       |
| 6. | Liane Lippert             | Movistar Team              | + 5"       |
| 7. | Letizia Borghesi          | EF Education-TIBCO-SVB     | + 5"       |
| 8. | Yara Kastelijn            | Fenix-Deceuninck           | + 5"       |
| 9. | Églantine Rayer           | Team dsm-firmenich         | + 5"       |
| 10. | Ruby Roseman-Gannon       | Team Jayco AlUla           | + 5"       |

## Trøjernes fordeling gennem løbet
| Etape    |               | Vinder _              | Samlede stilling      | Pointtrøje            | Bjergtrøje            | Ungdomstrøje     | Holdkonkurrence _  |
| -------- | ------------- | --------------------- | --------------------- | --------------------- | --------------------- | ---------------- | ------------------ |
| 1. etape | flad etape    | Lorena Wiebes         | Lorena Wiebes         | Lorena Wiebes         | Elise Chabbey         | Megan Jastrab    | Canyon-SRAM Racing |
| 2. etape | bjergetape    | Cecilie Uttrup Ludwig | Cecilie Uttrup Ludwig | Cecilie Uttrup Ludwig | Cecilie Uttrup Ludwig | Églantine Rayer  | Fenix-Deceuninck   |
| 3. etape | kuperet etape | Lorena Wiebes         | Cecilie Uttrup Ludwig | Cecilie Uttrup Ludwig | Elise Chabbey         | Églantine Rayer  | Fenix-Deceuninck   |
| 4. etape | enkeltstart   | Grace Brown           | Annemiek van Vleuten  | Cecilie Uttrup Ludwig | Elise Chabbey         | Alena Ivantjenko | Fenix-Deceuninck   |
| 5. etape | flad etape    | Cecilie Uttrup Ludwig | Annemiek van Vleuten  | Cecilie Uttrup Ludwig | Elise Chabbey         | Alena Ivantjenko | Fenix-Deceuninck   |
| Samlet   | Samlet        |                       | Annemiek van Vleuten  | Cecilie Uttrup Ludwig | Elise Chabbey         | Alena Ivantjenko | Fenix-Deceuninck   |

## Resultater

### Samlede stilling
| \| Samlede stilling \| Samlede stilling \| Samlede stilling \| Samlede stilling \| Samlede stilling \| \| Rytter \| Rytter \| Hold \| Tid \| \| \| ---------------- \| --------------------- \| ------------------ \| ---------------- \| ---------------- \| \| 1. \| Annemiek van Vleuten \| Movistar Team \| 14t 31' 05" \| \| \| 2. \| Cecilie Uttrup Ludwig \| FDJ-Suez \| + 2" \| \| \| 3. \| Amber Kraak \| Team Jumbo-Visma \| + 33" \| \| \| 4. \| Liane Lippert \| Movistar Team \| + 51" \| \| \| 5. \| Grace Brown \| FDJ-Suez \| + 54" \| \| \| 6. \| Olivia Baril \| UAE Team ADQ \| + 1' 06" \| \| \| 7. \| Ricarda Bauernfeind \| Canyon-SRAM Racing \| + 1' 16" \| \| \| 8. \| Alena Ivantjenko \| UAE Team ADQ \| + 1' 18" \| \| \| 9. \| Églantine Rayer \| Team dsm-firmenich \| + 1' 25" \| \| \| 10. \| Yara Kastelijn \| Fenix-Deceuninck \| + 1' 40" \| \| |                       |                    |             |
| |                       |                    |             |
| Kilde: ProCyclingStats |                       |                    |             |
| Samlede stilling |                       |                    |             |
| Rytter | Rytter                | Hold               | Tid         |
| 1. | Annemiek van Vleuten  | Movistar Team      | 14t 31' 05" |
| 2. | Cecilie Uttrup Ludwig | FDJ-Suez           | + 2"        |
| 3. | Amber Kraak           | Team Jumbo-Visma   | + 33"       |
| 4. | Liane Lippert         | Movistar Team      | + 51"       |
| 5. | Grace Brown           | FDJ-Suez           | + 54"       |
| 6. | Olivia Baril          | UAE Team ADQ       | + 1' 06"    |
| 7. | Ricarda Bauernfeind   | Canyon-SRAM Racing | + 1' 16"    |
| 8. | Alena Ivantjenko      | UAE Team ADQ       | + 1' 18"    |
| 9. | Églantine Rayer       | Team dsm-firmenich | + 1' 25"    |
| 10. | Yara Kastelijn        | Fenix-Deceuninck   | + 1' 40"    |

### Pointkonkurrencen
| Pointkonkurrence | Pointkonkurrence      | Pointkonkurrence           | Pointkonkurrence | Pointkonkurrence |
| Rytter           | Rytter                | Hold                       | Point            |                  |
| ---------------- | --------------------- | -------------------------- | ---------------- | ---------------- |
| 1.               | Cecilie Uttrup Ludwig | FDJ-Suez                   | 22 point         |                  |
| 2.               | Lorena Wiebes         | SD Worx                    | 19 point         |                  |
| 3.               | Maggie Coles-Lyster   | Israel-Premier Tech Roland | 13 point         |                  |
| 4.               | Annemiek van Vleuten  | Movistar Team              | 9 point          |                  |
| 5.               | Elisa Balsamo         | Lidl-Trek                  | 9 point          |                  |
| 6.               | Teuntje Beekhuis      | Team Jumbo-Visma           | 8 point          |                  |
| 7.               | Amber Kraak           | Team Jumbo-Visma           | 8 point          |                  |
| 8.               | Liane Lippert         | Movistar Team              | 8 point          |                  |
| 9.               | Grace Brown           | FDJ-Suez                   | 7 point          |                  |
| 10.              | Megan Jastrab         | Team dsm-firmenich         | 7 point          |                  |

### Bjergkonkurrencen
| Bjergkonkurrence | Bjergkonkurrence       | Bjergkonkurrence               | Bjergkonkurrence | Bjergkonkurrence |
| Rytter           | Rytter                 | Hold                           | Point            |                  |
| ---------------- | ---------------------- | ------------------------------ | ---------------- | ---------------- |
| 1.               | Elise Chabbey          | Canyon-SRAM Racing             | 27 point         |                  |
| 2.               | Cecilie Uttrup Ludwig  | FDJ-Suez                       | 20 point         |                  |
| 3.               | Olivia Baril           | UAE Team ADQ                   | 11 point         |                  |
| 4.               | Annemiek van Vleuten   | Movistar Team                  | 10 point         |                  |
| 5.               | Liane Lippert          | Movistar Team                  | 10 point         |                  |
| 6.               | Ricarda Bauernfeind    | Canyon-SRAM Racing             | 8 point          |                  |
| 7.               | Niamh Fisher-Black     | SD Worx                        | 8 point          |                  |
| 8.               | Kim Cadzow             | Team Jumbo-Visma               | 8 point          |                  |
| 9.               | Ashleigh Moolman-Pasio | AG Insurance-Soudal Quick-Step | 5 point          |                  |
| 10.              | Hannah Ludwig          | Uno-X Pro Cycling Team         | 5 point          |                  |

### Ungdomskonkurrencen
| Ungdomskonkurrence | Ungdomskonkurrence  | Ungdomskonkurrence             | Ungdomskonkurrence | Ungdomskonkurrence |
| Rytter             | Rytter              | Hold                           | Tid                |                    |
| ------------------ | ------------------- | ------------------------------ | ------------------ | ------------------ |
| 1.                 | Alena Ivantjenko    | UAE Team ADQ                   | 14t 32' 23"        |                    |
| 2.                 | Églantine Rayer     | Team dsm-firmenich             | + 7"               |                    |
| 3.                 | Ella Wyllie         | Lifeplus Wahoo                 | + 1' 45"           |                    |
| 4.                 | Caroline Andersson  | Liv Racing TeqFind             | + 1' 46"           |                    |
| 5.                 | Kim Cadzow          | Team Jumbo-Visma               | + 2' 49"           |                    |
| 6.                 | Julia Borgström     | AG Insurance-Soudal Quick-Step | + 4' 42"           |                    |
| 7.                 | Maud Oudeman        | Team Jumbo-Visma               | + 9' 29"           |                    |
| 8.                 | Silke Smulders      | Liv Racing TeqFind             | + 12' 17"          |                    |
| 9.                 | Megan Jastrab       | Team dsm-firmenich             | + 14' 48"          |                    |
| 10.                | Eleonora Gasparrini | UAE Team ADQ                   | + 17' 15"          |                    |

### Holdkonkurrencen
| Holdkonkurrence | Holdkonkurrence            | Holdkonkurrence | Holdkonkurrence |
| Hold            | Hold                       | Tid             |                 |
| --------------- | -------------------------- | --------------- | --------------- |
| 1.              | Fenix-Deceuninck           | 43t 38' 20"     |                 |
| 2.              | Team DSM-Firmenich         | + 58"           |                 |
| 3.              | Movistar Team              | + 1' 53"        |                 |
| 4.              | UAE Team ADQ               | + 1' 58"        |                 |
| 5.              | Israel-Premier Tech Roland | + 2' 43"        |                 |
| 6.              | Team Jumbo-Visma           | + 5' 32"        |                 |
| 7.              | Canyon-SRAM Racing         | + 7' 15"        |                 |
| 8.              | FDJ-Suez                   | + 9' 13"        |                 |
| 9.              | Team Jayco AlUla           | + 9' 39"        |                 |
| 10.             | Lidl-Trek                  | + 11' 53"       |                 |

## Hold og ryttere
| UCI Women's WorldTeams (15)- Israel-Premier Tech Roland - Fenix-Deceuninck - Movistar Team - FDJ-Suez - Team Jayco AlUla - Canyon-SRAM Racing - Human Powered Health - SD Worx - Team DSM-Firmenich - Liv Racing TeqFind - EF Education-TIBCO-SVB - Lidl-Trek - Uno-X Pro Cycling Team - Team Jumbo-Visma - UAE Team ADQ UCI Women's Kontinentalhold (3)- Coop-Hitec Products - Lifeplus Wahoo - AG Insurance - Soudal Quick-Step Team Landshold- Danmark |
| |

### Danske ryttere
| Danske ryttere på startlisten |                             |                        |           |
| Rygnummer                     | Rytter                      | Hold                   | Placering |
| 1                             | Cecilie Uttrup Ludwig       | FDJ-Suez               | 2         |
| 12                            | Rebecca Koerner             | Uno-X Pro Cycling Team | 82        |
| 23                            | Emma Norsgaard              | Movistar Team          | 43        |
| 181                           | Trine Andersen              | Danmark                | 87        |
| 182                           | Marita Jensen               | Danmark                | 81        |
| 183                           | Marie-Louise Hartz Krogager | Danmark                | 92        |
| 184                           | Christina Bragh Lorenzen    | Danmark                | 91        |
| 185                           | Julie Nielsen Maribo        | Danmark                | DNF-5     |
| 186                           | Mia Sofie Rützou            | Danmark                | 93        |

* DNF = gennemførte ikke

* DNS = stillede ikke til start

* OT = over tidsgrænsen

### Startliste
| FDJ-Suez FST | FDJ-Suez FST                    | FDJ-Suez FST |
| ------------ | ------------------------------- | ------------ |
| Nr.          | Rytter                          | Placering    |
| 1            | Cecilie Uttrup Ludwig (DEN)     | 2.           |
| 2            | Eugénie Duval (FRA)             | 61.          |
| 3            | Emilia Fahlin (SWE) (landevej)  | 68.          |
| 4            | Maëlle Grossetête (FRA)         | 52.          |
| 5            | Vittoria Guazzini (ITA)         | DNF-3        |
| 6            | Grace Brown (AUS) (enkeltstart) | 5.           |

| Uno-X Pro Cycling Team UXT | Uno-X Pro Cycling Team UXT       | Uno-X Pro Cycling Team UXT |
| -------------------------- | -------------------------------- | -------------------------- |
| Nr.                        | Rytter                           | Placering                  |
| 11                         | Elinor Barker (GBR)              | 48.                        |
| 12                         | Rebecca Koerner (DEN) (landevej) | 82.                        |
| 13                         | Anouska Koster (NED)             | 23.                        |
| 14                         | Hannah Ludwig (GER)              | 30.                        |
| 15                         | Wilma Olausson (SWE)             | 73.                        |
| 16                         | Amalie Lutro (NOR)               | 78.                        |

| Movistar Team MOV | Movistar Team MOV                  | Movistar Team MOV |
| ----------------- | ---------------------------------- | ----------------- |
| Nr.               | Rytter                             | Placering         |
| 21                | Annemiek van Vleuten (NED)         | 1.                |
| 22                | Katrine Aalerud (NOR)              | DNF-2             |
| 23                | Emma Norsgaard (DEN) (enkeltstart) | 43.               |
| 24                | Liane Lippert (GER) (landevej)     | 4.                |
| 25                | Sarah Gigante (AUS)                | 79.               |
| 26                | Arlenis Sierra (CUB)               | 24.               |

| Team Jumbo-Visma TJV | Team Jumbo-Visma TJV      | Team Jumbo-Visma TJV |
| -------------------- | ------------------------- | -------------------- |
| Nr.                  | Rytter                    | Placering            |
| 31                   | Teuntje Beekhuis (NED)    | 80.                  |
| 32                   | Kim Cadzow (NZL)          | 21.                  |
| 33                   | Amber Kraak (NED)         | 3.                   |
| 34                   | Carlijn Achtereekte (NED) | 71.                  |
| 35                   | Maud Oudeman (NED)        | 41.                  |
| 36                   | Nienke Veenhoven (NED)    | DNF-3                |

| SD Worx SDW | SD Worx SDW                        | SD Worx SDW |
| ----------- | ---------------------------------- | ----------- |
| Nr.         | Rytter                             | Placering   |
| 41          | Lorena Wiebes (NED) (landevej)     | 40.         |
| 42          | Barbara Guarischi (ITA)            | 76.         |
| 43          | Christine Majerus (LUX) (landevej) | 45.         |
| 44          | Femke Markus (NED)                 | 74.         |
| 45          | Niamh Fisher-Black (NZL)           | 15.         |
| 46          | Lonneke Uneken (NED)               | 89.         |

| Canyon-SRAM Racing CSR | Canyon-SRAM Racing CSR                       | Canyon-SRAM Racing CSR |
| ---------------------- | -------------------------------------------- | ---------------------- |
| Nr.                    | Rytter                                       | Placering              |
| 51                     | Ricarda Bauernfeind (GER)                    | 7.                     |
| 52                     | Elise Chabbey (SUI)                          | 16.                    |
| 53                     | Agnieszka Skalniak-Sójka (POL) (enkeltstart) | DNF-3                  |
| 54                     | Soraya Paladin (ITA)                         | DNS-3                  |
| 55                     | Sarah Roy (AUS)                              | 69.                    |
| 56                     | Maike van der Duin (NED)                     | 70.                    |

| EF Education-TIBCO-SVB TIB | EF Education-TIBCO-SVB TIB    | EF Education-TIBCO-SVB TIB |
| -------------------------- | ----------------------------- | -------------------------- |
| Nr.                        | Rytter                        | Placering                  |
| 61                         | Zoe Bäckstedt (GBR)           | 66.                        |
| 62                         | Femke Beuling (NED)           | 94.                        |
| 63                         | Kristabel Doebel-Hickok (USA) | 55.                        |
| 64                         | Clara Honsinger (USA)         | DNF                        |
| 65                         | Letizia Borghesi (ITA)        | 35.                        |
| 66                         | Emma Langley (USA)            | DNF-1                      |

| Fenix-Deceuninck FED | Fenix-Deceuninck FED       | Fenix-Deceuninck FED |
| -------------------- | -------------------------- | -------------------- |
| Nr.                  | Rytter                     | Placering            |
| 71                   | Yara Kastelijn (NED)       | 10.                  |
| 72                   | Greta Marturano (ITA)      | DNF                  |
| 73                   | Carina Schrempf (AUT)      | 14.                  |
| 75                   | Inge van der Heijden (NED) | 22.                  |
| 76                   | Annemarie Worst (NED)      | DNF-2                |

| Human Powered Health HPW | Human Powered Health HPW  | Human Powered Health HPW |
| ------------------------ | ------------------------- | ------------------------ |
| Nr.                      | Rytter                    | Placering                |
| 81                       | Alice Barnes (GBR)        | 88.                      |
| 82                       | Nina Buysman (NED)        | 31.                      |
| 83                       | Audrey Cordon-Ragot (FRA) | 54.                      |
| 84                       | Barbara Malcotti (ITA)    | 34.                      |
| 85                       | Daria Pikulik (POL)       | 72.                      |
| 86                       | Lily Williams (USA)       | 67.                      |

| Israel-Premier Tech Roland CGS | Israel-Premier Tech Roland CGS                      | Israel-Premier Tech Roland CGS |
| ------------------------------ | --------------------------------------------------- | ------------------------------ |
| Nr.                            | Rytter                                              | Placering                      |
| 91                             | Maggie Coles-Lyster (CAN)                           | 63.                            |
| 92                             | Tamara Dronova-Balabolina (landevej og enkeltstart) | 12.                            |
| 93                             | Nathalie Eklund (SWE)                               | DNF                            |
| 94                             | Elena Hartmann (SUI) (enkeltstart)                  | 44.                            |
| 95                             | Elizabeth Stannard (AUS)                            | 46.                            |
| 96                             | Claire Steels (GBR)                                 | 11.                            |

| Lidl-Trek LTK | Lidl-Trek LTK                   | Lidl-Trek LTK |
| ------------- | ------------------------------- | ------------- |
| Nr.           | Rytter                          | Placering     |
| 101           | Elisa Balsamo (ITA)             | 49.           |
| 102           | Brodie Chapman (AUS) (landevej) | 42.           |
| 103           | Lizzie Deignan (GBR)            | 33.           |
| 104           | Lauretta Hanson (AUS)           | 39.           |
| 105           | Ilaria Sanguineti (ITA)         | 75.           |
| 106           | Amanda Spratt (AUS)             | DNS-4         |

| Liv Racing TeqFind LIV | Liv Racing TeqFind LIV   | Liv Racing TeqFind LIV |
| ---------------------- | ------------------------ | ---------------------- |
| Nr.                    | Rytter                   | Placering              |
| 111                    | Caroline Andersson (SWE) | 18.                    |
| 112                    | Valerie Demey (BEL)      | 36.                    |
| 113                    | Marta Jaskulska (POL)    | 28.                    |
| 114                    | Tereza Neumanová (CZE)   | 77.                    |
| 115                    | Katia Ragusa (ITA)       | 86.                    |
| 116                    | Silke Smulders (NED)     | 47.                    |

| Team dsm-firmenich DSM | Team dsm-firmenich DSM    | Team dsm-firmenich DSM |
| ---------------------- | ------------------------- | ---------------------- |
| Nr.                    | Rytter                    | Placering              |
| 121                    | Megan Jastrab (USA)       | 51.                    |
| 122                    | Franziska Koch (GER)      | 65.                    |
| 123                    | Esmée Peperkamp (NED)     | 19.                    |
| 124                    | Églantine Rayer (FRA)     | 9.                     |
| 125                    | Becky Storrie (GBR)       | 20.                    |
| 126                    | Anna van der Meiden (NED) | 90.                    |

| Team Jayco AlUla BEX | Team Jayco AlUla BEX             | Team Jayco AlUla BEX |
| -------------------- | -------------------------------- | -------------------- |
| Nr.                  | Rytter                           | Placering            |
| 131                  | Ingvild Gåskjenn (NOR)           | 27.                  |
| 132                  | Amber Pate (AUS)                 | 50.                  |
| 133                  | Nina Kessler (NED)               | DNF                  |
| 134                  | Ruby Roseman-Gannon (AUS)        | 26.                  |
| 135                  | Ane Santesteban (ESP)            | DNF                  |
| 136                  | Urška Žigart (SLO) (enkeltstart) | 38.                  |

| UAE Team ADQ UAD | UAE Team ADQ UAD          | UAE Team ADQ UAD |
| ---------------- | ------------------------- | ---------------- |
| Nr.              | Rytter                    | Placering        |
| 141              | Alena Amjaljusik (BLR)    | 29.              |
| 142              | Olivia Baril (CAN)        | 6.               |
| 143              | Sofia Bertizzolo (ITA)    | 53.              |
| 144              | Eugenia Bujak (SLO)       | DNS-4            |
| 145              | Eleonora Gasparrini (ITA) | 56.              |
| 146              | Alena Ivantjenko (RUS)    | 8.               |

| AG Insurance-Soudal Quick-Step AGS | AG Insurance-Soudal Quick-Step AGS | AG Insurance-Soudal Quick-Step AGS |
| ---------------------------------- | ---------------------------------- | ---------------------------------- |
| Nr.                                | Rytter                             | Placering                          |
| 151                                | Maaike Boogaard (NED)              | 57.                                |
| 152                                | Julia Borgström (SWE)              | 25.                                |
| 153                                | Ashleigh Moolman-Pasio (RSA)       | 13.                                |
| 154                                | Ilse Pluimers (NED)                | 64.                                |
| 155                                | Anya Louw (AUS)                    | 60.                                |
| 156                                | Maud Rijnbeek (NED)                | 59.                                |

| Lifeplus Wahoo DRP | Lifeplus Wahoo DRP     | Lifeplus Wahoo DRP |
| ------------------ | ---------------------- | ------------------ |
| Nr.                | Rytter                 | Placering          |
| 161                | Natalie Grinczer (GBR) | 37.                |
| 162                | Eluned King (GBR)      | DNF-2              |
| 163                | Kate Richardson (GBR)  | 84.                |
| 164                | Kaja Rysz (POL)        | DNS-3              |
| 165                | Karin Söderqvist (SWE) | DNS-2              |
| 166                | Ella Wyllie (NZL)      | 17.                |

| Coop-Hitec Products HPU | Coop-Hitec Products HPU       | Coop-Hitec Products HPU |
| ----------------------- | ----------------------------- | ----------------------- |
| Nr.                     | Rytter                        | Placering               |
| 171                     | Sigrid Ytterhus Haugset (NOR) | 32.                     |
| 172                     | Tiril Jørgensen (NOR)         | 58.                     |
| 173                     | Magdalene Lind (NOR)          | 83.                     |
| 174                     | Mari Hole Mohr (NOR)          | DNS-3                   |
| 175                     | Josie Nelson (GBR)            | 62.                     |
| 176                     | Sylvie Swinkels (NED)         | 85.                     |

| Danmark DEN | Danmark DEN                 | Danmark DEN |
| ----------- | --------------------------- | ----------- |
| Nr.         | Rytter                      | Placering   |
| 181         | Trine Andersen              | 87.         |
| 182         | Marita Jensen               | 81.         |
| 183         | Marie-Louise Hartz Krogager | 92.         |
| 184         | Christina Bragh Lorenzen    | 91.         |
| 185         | Julie Nielsen Maribo        | DNF-5       |
| 186         | Mia Sofie Rützou            | 93.         |

| FDJ-Suez FST | FDJ-Suez FST                    | FDJ-Suez FST |
| ------------ | ------------------------------- | ------------ |
| Nr.          | Rytter                          | Placering    |
| 1            | Cecilie Uttrup Ludwig (DEN)     | 2.           |
| 2            | Eugénie Duval (FRA)             | 61.          |
| 3            | Emilia Fahlin (SWE) (landevej)  | 68.          |
| 4            | Maëlle Grossetête (FRA)         | 52.          |
| 5            | Vittoria Guazzini (ITA)         | DNF-3        |
| 6            | Grace Brown (AUS) (enkeltstart) | 5.           |

| Uno-X Pro Cycling Team UXT | Uno-X Pro Cycling Team UXT       | Uno-X Pro Cycling Team UXT |
| -------------------------- | -------------------------------- | -------------------------- |
| Nr.                        | Rytter                           | Placering                  |
| 11                         | Elinor Barker (GBR)              | 48.                        |
| 12                         | Rebecca Koerner (DEN) (landevej) | 82.                        |
| 13                         | Anouska Koster (NED)             | 23.                        |
| 14                         | Hannah Ludwig (GER)              | 30.                        |
| 15                         | Wilma Olausson (SWE)             | 73.                        |
| 16                         | Amalie Lutro (NOR)               | 78.                        |

| Movistar Team MOV | Movistar Team MOV                  | Movistar Team MOV |
| ----------------- | ---------------------------------- | ----------------- |
| Nr.               | Rytter                             | Placering         |
| 21                | Annemiek van Vleuten (NED)         | 1.                |
| 22                | Katrine Aalerud (NOR)              | DNF-2             |
| 23                | Emma Norsgaard (DEN) (enkeltstart) | 43.               |
| 24                | Liane Lippert (GER) (landevej)     | 4.                |
| 25                | Sarah Gigante (AUS)                | 79.               |
| 26                | Arlenis Sierra (CUB)               | 24.               |

| Team Jumbo-Visma TJV | Team Jumbo-Visma TJV      | Team Jumbo-Visma TJV |
| -------------------- | ------------------------- | -------------------- |
| Nr.                  | Rytter                    | Placering            |
| 31                   | Teuntje Beekhuis (NED)    | 80.                  |
| 32                   | Kim Cadzow (NZL)          | 21.                  |
| 33                   | Amber Kraak (NED)         | 3.                   |
| 34                   | Carlijn Achtereekte (NED) | 71.                  |
| 35                   | Maud Oudeman (NED)        | 41.                  |
| 36                   | Nienke Veenhoven (NED)    | DNF-3                |

| SD Worx SDW | SD Worx SDW                        | SD Worx SDW |
| ----------- | ---------------------------------- | ----------- |
| Nr.         | Rytter                             | Placering   |
| 41          | Lorena Wiebes (NED) (landevej)     | 40.         |
| 42          | Barbara Guarischi (ITA)            | 76.         |
| 43          | Christine Majerus (LUX) (landevej) | 45.         |
| 44          | Femke Markus (NED)                 | 74.         |
| 45          | Niamh Fisher-Black (NZL)           | 15.         |
| 46          | Lonneke Uneken (NED)               | 89.         |

| Canyon-SRAM Racing CSR | Canyon-SRAM Racing CSR                       | Canyon-SRAM Racing CSR |
| ---------------------- | -------------------------------------------- | ---------------------- |
| Nr.                    | Rytter                                       | Placering              |
| 51                     | Ricarda Bauernfeind (GER)                    | 7.                     |
| 52                     | Elise Chabbey (SUI)                          | 16.                    |
| 53                     | Agnieszka Skalniak-Sójka (POL) (enkeltstart) | DNF-3                  |
| 54                     | Soraya Paladin (ITA)                         | DNS-3                  |
| 55                     | Sarah Roy (AUS)                              | 69.                    |
| 56                     | Maike van der Duin (NED)                     | 70.                    |

| EF Education-TIBCO-SVB TIB | EF Education-TIBCO-SVB TIB    | EF Education-TIBCO-SVB TIB |
| -------------------------- | ----------------------------- | -------------------------- |
| Nr.                        | Rytter                        | Placering                  |
| 61                         | Zoe Bäckstedt (GBR)           | 66.                        |
| 62                         | Femke Beuling (NED)           | 94.                        |
| 63                         | Kristabel Doebel-Hickok (USA) | 55.                        |
| 64                         | Clara Honsinger (USA)         | DNF                        |
| 65                         | Letizia Borghesi (ITA)        | 35.                        |
| 66                         | Emma Langley (USA)            | DNF-1                      |

| Fenix-Deceuninck FED | Fenix-Deceuninck FED       | Fenix-Deceuninck FED |
| -------------------- | -------------------------- | -------------------- |
| Nr.                  | Rytter                     | Placering            |
| 71                   | Yara Kastelijn (NED)       | 10.                  |
| 72                   | Greta Marturano (ITA)      | DNF                  |
| 73                   | Carina Schrempf (AUT)      | 14.                  |
| 75                   | Inge van der Heijden (NED) | 22.                  |
| 76                   | Annemarie Worst (NED)      | DNF-2                |

| Human Powered Health HPW | Human Powered Health HPW  | Human Powered Health HPW |
| ------------------------ | ------------------------- | ------------------------ |
| Nr.                      | Rytter                    | Placering                |
| 81                       | Alice Barnes (GBR)        | 88.                      |
| 82                       | Nina Buysman (NED)        | 31.                      |
| 83                       | Audrey Cordon-Ragot (FRA) | 54.                      |
| 84                       | Barbara Malcotti (ITA)    | 34.                      |
| 85                       | Daria Pikulik (POL)       | 72.                      |
| 86                       | Lily Williams (USA)       | 67.                      |

| Israel-Premier Tech Roland CGS | Israel-Premier Tech Roland CGS                      | Israel-Premier Tech Roland CGS |
| ------------------------------ | --------------------------------------------------- | ------------------------------ |
| Nr.                            | Rytter                                              | Placering                      |
| 91                             | Maggie Coles-Lyster (CAN)                           | 63.                            |
| 92                             | Tamara Dronova-Balabolina (landevej og enkeltstart) | 12.                            |
| 93                             | Nathalie Eklund (SWE)                               | DNF                            |
| 94                             | Elena Hartmann (SUI) (enkeltstart)                  | 44.                            |
| 95                             | Elizabeth Stannard (AUS)                            | 46.                            |
| 96                             | Claire Steels (GBR)                                 | 11.                            |

| Lidl-Trek LTK | Lidl-Trek LTK                   | Lidl-Trek LTK |
| ------------- | ------------------------------- | ------------- |
| Nr.           | Rytter                          | Placering     |
| 101           | Elisa Balsamo (ITA)             | 49.           |
| 102           | Brodie Chapman (AUS) (landevej) | 42.           |
| 103           | Lizzie Deignan (GBR)            | 33.           |
| 104           | Lauretta Hanson (AUS)           | 39.           |
| 105           | Ilaria Sanguineti (ITA)         | 75.           |
| 106           | Amanda Spratt (AUS)             | DNS-4         |

| Liv Racing TeqFind LIV | Liv Racing TeqFind LIV   | Liv Racing TeqFind LIV |
| ---------------------- | ------------------------ | ---------------------- |
| Nr.                    | Rytter                   | Placering              |
| 111                    | Caroline Andersson (SWE) | 18.                    |
| 112                    | Valerie Demey (BEL)      | 36.                    |
| 113                    | Marta Jaskulska (POL)    | 28.                    |
| 114                    | Tereza Neumanová (CZE)   | 77.                    |
| 115                    | Katia Ragusa (ITA)       | 86.                    |
| 116                    | Silke Smulders (NED)     | 47.                    |

| Team dsm-firmenich DSM | Team dsm-firmenich DSM    | Team dsm-firmenich DSM |
| ---------------------- | ------------------------- | ---------------------- |
| Nr.                    | Rytter                    | Placering              |
| 121                    | Megan Jastrab (USA)       | 51.                    |
| 122                    | Franziska Koch (GER)      | 65.                    |
| 123                    | Esmée Peperkamp (NED)     | 19.                    |
| 124                    | Églantine Rayer (FRA)     | 9.                     |
| 125                    | Becky Storrie (GBR)       | 20.                    |
| 126                    | Anna van der Meiden (NED) | 90.                    |

| Team Jayco AlUla BEX | Team Jayco AlUla BEX             | Team Jayco AlUla BEX |
| -------------------- | -------------------------------- | -------------------- |
| Nr.                  | Rytter                           | Placering            |
| 131                  | Ingvild Gåskjenn (NOR)           | 27.                  |
| 132                  | Amber Pate (AUS)                 | 50.                  |
| 133                  | Nina Kessler (NED)               | DNF                  |
| 134                  | Ruby Roseman-Gannon (AUS)        | 26.                  |
| 135                  | Ane Santesteban (ESP)            | DNF                  |
| 136                  | Urška Žigart (SLO) (enkeltstart) | 38.                  |

| UAE Team ADQ UAD | UAE Team ADQ UAD          | UAE Team ADQ UAD |
| ---------------- | ------------------------- | ---------------- |
| Nr.              | Rytter                    | Placering        |
| 141              | Alena Amjaljusik (BLR)    | 29.              |
| 142              | Olivia Baril (CAN)        | 6.               |
| 143              | Sofia Bertizzolo (ITA)    | 53.              |
| 144              | Eugenia Bujak (SLO)       | DNS-4            |
| 145              | Eleonora Gasparrini (ITA) | 56.              |
| 146              | Alena Ivantjenko (RUS)    | 8.               |

| AG Insurance-Soudal Quick-Step AGS | AG Insurance-Soudal Quick-Step AGS | AG Insurance-Soudal Quick-Step AGS |
| ---------------------------------- | ---------------------------------- | ---------------------------------- |
| Nr.                                | Rytter                             | Placering                          |
| 151                                | Maaike Boogaard (NED)              | 57.                                |
| 152                                | Julia Borgström (SWE)              | 25.                                |
| 153                                | Ashleigh Moolman-Pasio (RSA)       | 13.                                |
| 154                                | Ilse Pluimers (NED)                | 64.                                |
| 155                                | Anya Louw (AUS)                    | 60.                                |
| 156                                | Maud Rijnbeek (NED)                | 59.                                |

| Lifeplus Wahoo DRP | Lifeplus Wahoo DRP     | Lifeplus Wahoo DRP |
| ------------------ | ---------------------- | ------------------ |
| Nr.                | Rytter                 | Placering          |
| 161                | Natalie Grinczer (GBR) | 37.                |
| 162                | Eluned King (GBR)      | DNF-2              |
| 163                | Kate Richardson (GBR)  | 84.                |
| 164                | Kaja Rysz (POL)        | DNS-3              |
| 165                | Karin Söderqvist (SWE) | DNS-2              |
| 166                | Ella Wyllie (NZL)      | 17.                |

| Coop-Hitec Products HPU | Coop-Hitec Products HPU       | Coop-Hitec Products HPU |
| ----------------------- | ----------------------------- | ----------------------- |
| Nr.                     | Rytter                        | Placering               |
| 171                     | Sigrid Ytterhus Haugset (NOR) | 32.                     |
| 172                     | Tiril Jørgensen (NOR)         | 58.                     |
| 173                     | Magdalene Lind (NOR)          | 83.                     |
| 174                     | Mari Hole Mohr (NOR)          | DNS-3                   |
| 175                     | Josie Nelson (GBR)            | 62.                     |
| 176                     | Sylvie Swinkels (NED)         | 85.                     |

| Danmark DEN | Danmark DEN                 | Danmark DEN |
| ----------- | --------------------------- | ----------- |
| Nr.         | Rytter                      | Placering   |
| 181         | Trine Andersen              | 87.         |
| 182         | Marita Jensen               | 81.         |
| 183         | Marie-Louise Hartz Krogager | 92.         |
| 184         | Christina Bragh Lorenzen    | 91.         |
| 185         | Julie Nielsen Maribo        | DNF-5       |
| 186         | Mia Sofie Rützou            | 93.         |